# Bobrowo (Barciany)
Bobrowo (deutsch Bieberstein) ist ein Dorf in der polnischen Woiwodschaft Ermland-Masuren. Es gehört zur Gmina Barciany (Landgemeinde Barten) im Powiat Kętrzyński (Kreis Rastenburg).

## Geographische Lage
Bobrowo liegt in der nördlichen Mitte der Woiwodschaft Ermland-Masuren, wenige hundert Meter südlich des Arklitter Sees (polnisch Jezioro Arklickie). Die einstige Kreisstadt Gerdauen (heute russisch Schelesnodoroschny) liegt elf Kilometer nördlich, und die heutige Kreismetropole Kętrzyn (deutsch Rastenburg) zwanzig Kilometer südlich.

## Geschichte
Das vor 1785 Bebirsteyn genannte Dorf wurde 1384 gegründet. Im Jahre 1874 wurde Bieberstein in den neu errichteten Amtsbezirk Arklitten (polnisch Arklity) eingegliedert, der – 1934 in „Amtsbezirk Molthainen“, 1938 in „Amtsbezirk Molteinen“ umbenannt – zum Kreis Gerdauen im Regierungsbezirk Königsberg in der preußischen Provinz Ostpreußen gehörte. Am 1. Dezember 1910 wurden in Bieberstein 272 Einwohner gezählt.
Am 30. September 1928 vergrößerte sich die Landgemeinde Bieberstein um den kleinen Ort Egloffstein (polnisch Główczyno), einer Exklave des Gutsbezirks Arklitten (Arklity), die eingemeindet wurde. Die Einwohnerzahl stieg bis 1933 auf 362 und belief sich 1939 auf 324.
Als 1945 in Kriegsfolge das gesamte südliche Ostpreußen an Polen überstellt wurde, war auch Bieberstein davon betroffen. Es erhielt die polnische Namensform „Bobrowo“, ist heute Sitz eines Schulzenamtes (polnisch Sołectwo) und somit eine Ortschaft im Verbund der Landgemeinde Barciany (Barten) im Powiat Kętrzyński (Kreis Rastenburg), bis 1998 der Woiwodschaft Olsztyn, seither der Woiwodschaft Ermland-Masuren zugehörig.

## Kirche
Bis 1945 war Bieberstein in die evangelische Kirche Molthainen in der Kirchenprovinz Ostpreußen der Kirche der Altpreußischen Union sowie in die römisch-katholische Pfarrkirche St. Bruno in Insterburg (heute russisch Tschernjachowsk) im damaligen Bistum Ermland eingepfarrt.
Heute gehört Bobrowo katholischerseits zur Pfarrei Mołtajny im jetzigen Erzbistum Ermland, evangelischerseits zur Kirchengemeinde in Barciany, einer Filialgemeinde der Pfarrei Kętrzyn in der Diözese Masuren der Evangelisch-Augsburgischen Kirche in Polen.

## Verkehr
Bobrowo liegt an einer Nebenstraße, die von Barciany (Barten) über Markuzy (Markhausen) nach Mołtajny (Molthainen, 1938 bis 1945 Molteinen) führt.
Bis 1945 war Bieberstein Bahnstation an der Bahnstrecke Barten–Gerdauen der Rastenburger Kleinbahnen.